# Bekopaka
Bekopaka est une ville et une commune urbaine de l'Ouest de Madagascar, appartenant au district d'Antsalova, appartenant à la région de Melaky, dans la province de Majunga.

## Géographie
La ville de Bekopaka se situe sur le fleuve Manombolo.

## Démographie
La population est estimée à environ 9 000 habitants en 2001.

## Économie
Les principales cultures sont principalement le riz, le maïs, la banane et le manioc.